# Vincenzo Santucci
Vincenzo Santucci (Gorga, 18 de fevereiro de 1796 - Rocca di Papa, 19 de agosto de 1861) foi um cardeal do século XIX.

## Biografia
Nasceu em Gorga em 18 de fevereiro de 1796. Sua família pertencia à pequena nobreza. Filho de Ascenso Santucci e Clorinda Mazzetti. Seus irmãos eram Aloisius, Inácio, Agatha e Theresia.
Estudou no Collegio Pamphilio , em Roma.
Ordenado (nenhuma informação encontrada). Secretário do Cardeal Giacinto Placido Zurla, OSBCam. Minutante adjunto da Secretaria de Estado, 1832-1844. Suplente da Secretaria de Estado e secretário da Cifra, 26 de fevereiro de 1844. Suplente da segunda seção da Secretaria de Estado, setembro de 1846. Suplente, interinamente, da primeira seção da Secretaria de Estado, 24 de julho de 1847 Em março de 1848, novamente unificadas as duas seções da Secretaria de Estado, passou a ser o único suplente da mesma e assim permaneceu até abril de 1851. Secretário da SC dos Assuntos Eclesiásticos Extraordinários e suplente da Secretaria de Estado, 11 de julho de 1850 a 1853. Consultor da SC do Santo Ofício, 1851.
Criado cardeal diácono no consistório de 7 de março de 1853; recebeu o gorro vermelho e a diaconia de Ss. Vito e Modesto, 10 de março de 1853. Optou pela diaconia de S. Maria ad Martyres , 23 de junho de 1854. Condecorado com a grã-cruz da Ordem Austríaca de Sankt Stefan, 1855. Prefeito da SC de Estudos, 14 de novembro de 1856 até sua morte. Após sofrer um ataque cardíaco, foi convidado por um amigo seu, Giacomo Botti, para passar alguns dias de descanso em sua residência em Rocca di Papa. Foi lá que ele morreu de uma apoplexia repentina.
Morreu em Rocca di Papa em 19 de agosto de 1861. Exposto na igreja paroquial de Rocca di Papa e sepultado na basílica patriarcal de Latrão, em Roma, segundo seu testamento